# Propafenon

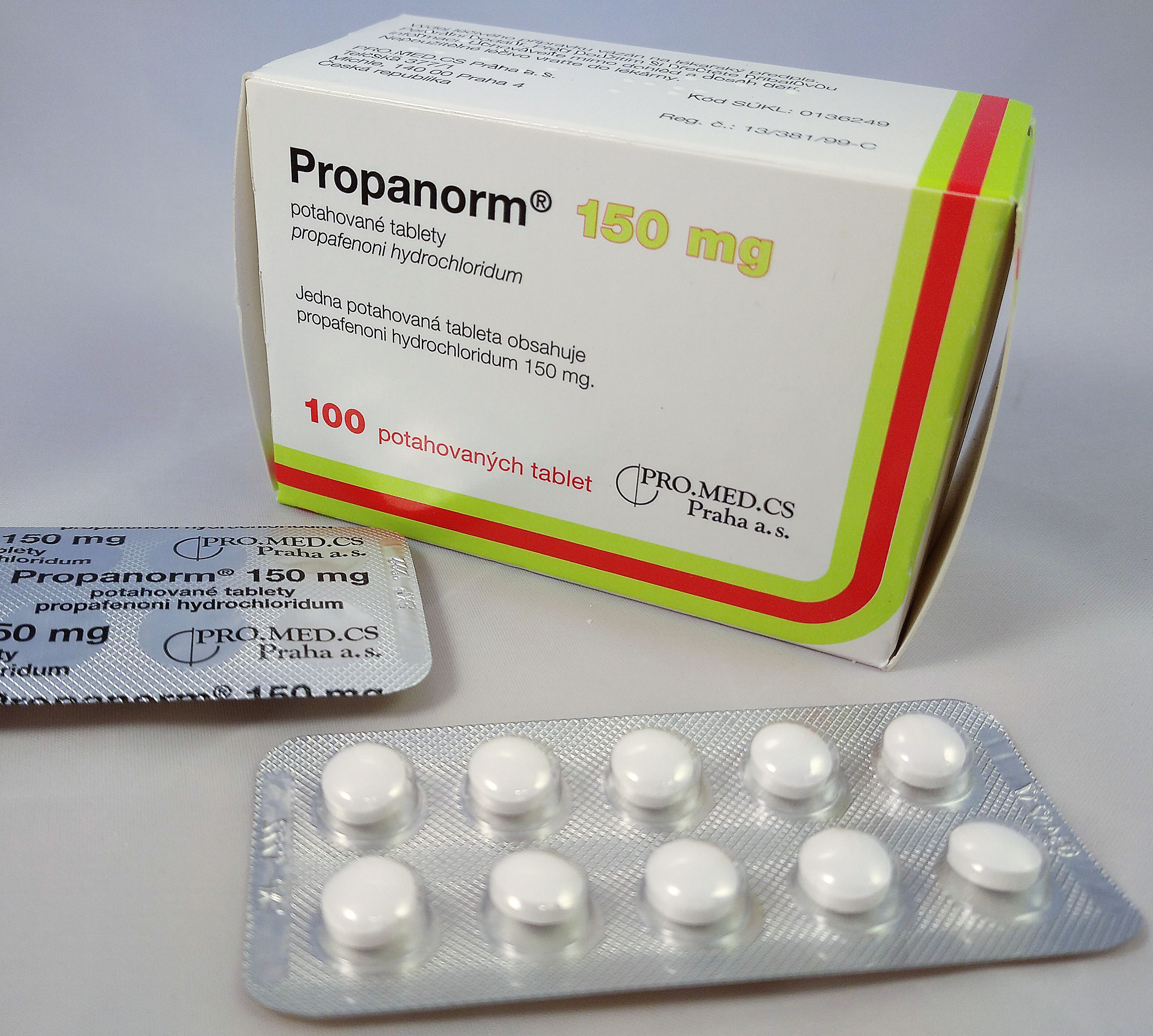
Preparat zawierający propafenon

Propafenon – wielofunkcyjny organiczny związek chemiczny. Jest stosowany jako lek antyarytmiczny; według klasyfikacji Vaughana Williamsa należy do grupy Ic. Jest związkiem chiralnym, produkt farmaceutyczny jest mieszaniną racemiczną obu enancjomerów.

## Działanie
Działa stabilizująco na błony komórkowe. Ma właściwość hamowania szybkiego prądu sodowego i zwalniania fazy 0 potencjału czynnościowego, czyli fazę depolaryzacji. Dzięki temu znacznie wydłuża przewodzenie. Nieznacznie wydłuża okres refrakcji, nie wpływając na czas trwania potencjału czynnościowego.
Podwyższa próg pobudliwości i dzięki temu hamuje powstawanie pobudzeń w obrębie przedsionków i komór.
W elektrokardiogramie można stwierdzić wydłużenie odstępu PQ i poszerzenie zespołu QRS.
Działa inotropowo ujemnie.
Wykazuje słabe działanie β-adrenolityczne i w dużych dawkach również blokuje kanały wapniowe.
Wykazuje działanie miejscowo znieczulające.

## Zastosowanie
Stosowany w leczeniu doraźnym i przewlekłym nadkomorowych zaburzeń rytmu. Zwłaszcza stanów z migotaniem przedsionków, z wyłączeniem pacjentów z chorobą organiczną serca lub niewydolnością prawokomorową krążenia.

## Przeciwwskazania
Niewydolność serca, wstrząs kardiogenny są przeciwwskazaniami do stosowania propafenonu. Nie należy go również stosować u chorych z zaburzeniami przewodzenia przedsionkowego, blokiem przedsionkowo-komorowym II° lub III°, blok odnóg pęczka Hissa (LBBB, RBBB) lub zaburzenia czynności węzła zatokowego u osób bez czynnego stymulatora serca.
Zaburzenia odstępu PQ również stanowią przeciwwskazanie do stosowania leku.
Stosowanie leku w POCHP i chorobach organicznych serca wiąże się z dużym ryzykiem i jest przeciwwskazane, tak samo jak u pacjentów z istotnym niedociśnieniem.

## Dawkowanie
Najczęściej jest stosowany doustnie w kilku dawkach po 150 mg.

## Działanie niepożądane
Podczas stosowania propafenonu mogą wystąpić: bradykardia, blok przedsionkowo-komorowy, częstoskurcze i migotanie komór. U osób w podeszłym wieku może wywołać ortostatyczne spadki ciśnienia, bóle i zawroty głowy, nieostre widzenie, lęk, zaburzenia psychiczne, zaburzenia snu.

## Preparaty handlowe leku dostępne w Polsce
- Polfenon
- Rytmonorm
- Tonicard